# Gante-Wevelgem 2024
La 86.ª edición de la clásica ciclista Gante-Wevelgem (nombre oficial en inglés: Gent-Wevelgem in Flanders Fields) fue una carrera en Bélgica que se celebró el 24 de marzo de 2024 con inicio en la ciudad de Ypres y final en la ciudad de Wevelgem sobre un recorrido de 253,1 kilómetros.
La carrera formó parte del UCI WorldTour 2024, calendario ciclístico de máximo nivel mundial, siendo la duodécima carrera de dicho circuito. El vencedor fue el danés Mads Pedersen del Lidl-Trek, quien estuvo acompañado en el podio por el neerlandés Mathieu van der Poel del Alpecin-Deceuninck y el belga Jordi Meeus del Bora-Hansgrohe, segundo y tercer clasificado respectivamente.

## Equipos participantes
Tomaron parte en la carrera 25 equipos: 18 de categoría UCI WorldTeam y 7 de categoría UCI ProTeam. Formaron así un pelotón de 173 ciclistas de los que acabaron 98. Los equipos participantes fueron:
| WorldTeams (18)- Alpecin-Deceuninck - Arkéa-B&B Hotels - Astana Qazaqstan Team - Bahrain Victorious - Bora-Hansgrohe - Cofidis - Decathlon-AG2R La Mondiale - EF Education-EasyPost - Ineos Grenadiers - Intermarché-Wanty - Lidl-Trek - Soudal Quick-Step - Team dsm-firmenich PostNL - Team Jayco AlUla - Team Visma \| Lease a Bike - UAE Team Emirates - Movistar Team - Groupama-FDJ ProTeams (7)- Israel-Premier Tech - Lotto Dstny - Uno-X Mobility - TotalEnergies - Q36.5 Pro Cycling Team - Team Flanders-Baloise - Tudor Pro Cycling Team |
| |

## Clasificación final
- La clasificación finalizó de la siguiente forma:[3]

| \| Clasificación general \| Clasificación general \| Clasificación general \| Clasificación general \| Clasificación general \| \| Ciclista \| Ciclista \| Equipo \| Tiempo \| \| \| --------------------- \| --------------------- \| -------------------------- \| --------------------- \| --------------------- \| \| 1.º \| Mads Pedersen \| Lidl-Trek \| 5 h 36 min 00 s \| \| \| 2.º \| Mathieu van der Poel \| Alpecin-Deceuninck \| + 0 s \| \| \| 3.º \| Jordi Meeus \| Bora-Hansgrohe \| + 16 s \| \| \| 4.º \| Jasper Philipsen \| Alpecin-Deceuninck \| + 16 s \| \| \| 5.º \| Jonathan Milan \| Lidl-Trek \| + 16 s \| \| \| 6.º \| Olav Kooij \| Team Visma \\| Lease a Bike \| + 16 s \| \| \| 7.º \| Biniam Girmay \| Intermarché-Wanty \| + 16 s \| \| \| 8.º \| Tim Merlier \| Soudal Quick-Step \| + 16 s \| \| \| 9.º \| Dylan Groenewegen \| Team Jayco AlUla \| + 16 s \| \| \| 10.º \| Matteo Trentin \| Tudor Pro Cycling Team \| + 16 s \| \| |                      |                            |                 |
| |                      |                            |                 |
| Fuente: ProCyclingStats |                      |                            |                 |
| Clasificación general |                      |                            |                 |
| Ciclista | Ciclista             | Equipo                     | Tiempo          |
| 1.º | Mads Pedersen        | Lidl-Trek                  | 5 h 36 min 00 s |
| 2.º | Mathieu van der Poel | Alpecin-Deceuninck         | + 0 s           |
| 3.º | Jordi Meeus          | Bora-Hansgrohe             | + 16 s          |
| 4.º | Jasper Philipsen     | Alpecin-Deceuninck         | + 16 s          |
| 5.º | Jonathan Milan       | Lidl-Trek                  | + 16 s          |
| 6.º | Olav Kooij           | Team Visma \| Lease a Bike | + 16 s          |
| 7.º | Biniam Girmay        | Intermarché-Wanty          | + 16 s          |
| 8.º | Tim Merlier          | Soudal Quick-Step          | + 16 s          |
| 9.º | Dylan Groenewegen    | Team Jayco AlUla           | + 16 s          |
| 10.º | Matteo Trentin       | Tudor Pro Cycling Team     | + 16 s          |

## Ciclistas participantes y posiciones finales
Convenciones:
- AB: Abandono
- FLT: Retiro por llegada fuera del límite de tiempo
- NTS: No tomó la salida
- DES: Descalificado o expulsado

## UCI World Ranking
La Gante-Wevelgem otorgó puntos para el UCI World Ranking para corredores de los equipos en las categorías UCI WorldTeam, UCI ProTeam y Continental. Las siguientes tablas son el baremo de puntuación y los diez corredores que obtuvieron más puntos:
| Posición   | 1.º | 2.º | 3.º | 4.º | 5.º | 6.º | 7.º | 8.º | 9.º | 10.º | 11.º | 12.º | 13.º | 14.º | 15.º | 16.º-20.º | 21.º-30.º | 31.º-50.º | 51.º-55.º | 56.º-60.º |
| Puntuación | 500 | 400 | 325 | 275 | 225 | 175 | 150 | 125 | 100 | 85   | 70   | 60   | 50   | 40   | 35   | 30        | 20        | 10        | 5         | 3         |

| Clasificación |                      |                       |        |
| Posición      | Ciclista             | Equipo                | Puntos |
| ------------- | -------------------- | --------------------- | ------ |
| 1.º           | Mads Pedersen        | Lidl-Trek             | 500    |
| 2.º           | Mathieu van der Poel | Alpecin-Deceuninck    | 400    |
| 3.º           | Jordi Meeus          | Bora-Hansgrohe        | 325    |
| 4.º           | Jasper Philipsen     | Alpecin-Deceuninck    | 275    |
| 5.º           | Jonathan Milan       | Lidl-Trek             | 225    |
| 6.º           | Olav Kooij           | Visma \| Lease a Bike | 175    |
| 7.º           | Biniam Girmay        | Intermarché-Wanty     | 150    |
| 8.º           | Tim Merlier          | Soudal Quick-Step     | 125    |
| 9.º           | Dylan Groenewegen    | Jayco AlUla           | 100    |
| 10.º          | Matteo Trentin       | Tudor                 | 85     |